# ГЕС Юнкан
ГЕС Юнкан (Паукартамбо ІІ) – гідроелектростанція в Перу. Знаходячись перед ГЕС Яупі, становить верхній ступінь каскаду на річці Паукартамбо, лівому витоку Перене, котра в свою чергу є лівим витоком Тамбо (а та в свою чергу – лівим витоком Укаялі, правого витоку найбільшої річки світу Амазонки).
В межах проекту Паукартамбо перекрили греблею Huallamayo висотою 59 метрів та довжиною 75 метрів, яка утримує невелике водосховище з площею поверхні 0,06 км2 та об’ємом 1,8 млн м3. Окрім власного стоку, сюди від водозабору Uchuhuerta на річці Huarchon (ліва притока Паукатамбо) перекидається додатковий ресурс, який транспортується по тунелю загальною довжиною 12,8 км. В свою чергу, від сховища греблі Huallamayo через правобережний масив прокладено головний дериваційний тунель довжиною 7,3 км, що переходить у напірний водовід довжиною 0,7 км.
Споруджений у підземному виконанні машинний зал обладнали трьома турбінами типу Пелтон потужністю по 44,5 МВт, які при напорі у 513 метрів повинні забезпечувати виробництво 901 млн кВт-год електроенергії на рік.
Відпрацьована вода потрапляє до відвідного тунелю довжиною 0,9 км.
Видача продукції відбувається по ЛЕП, розрахованій на роботу під напругою 220 кВ.
Проект, введений в експлуатацію у 2006 році, реалізувала Suez Energy International через свою дочірню компанію EnerSur.